# Lutricia McNeal
Lutricia McNeal (Oklahoma City, 1973. november 27. –) amerikai soul- és popénekesnő. Nemzetközi pályafutását a Rob’n’Raz producerduó vendégénekeseként kezdte, akikkel közösen előadott "In Command" című dala első helyig jutott Svédországban.
Lutricia McNeal legismertebb dala az 1975-ös "Ain't That Just the Way" című sláger feldolgozása, amely szintén listavezető lett Svédországban, valamint kétmillió példány kelt el belőle világszerte. További ismert dalai még a "Stranded", a "Someone Loves You Honey" és a "My Side of Town".

## Diszkográfia

### Stúdióalbumok
- 1997 My Side of Town (az Egyesült Királyságban Lutricia McNeal címmel jelent meg)
- 1999 Whatcha Been Doing
- 2002 Metroplex
- 2004 Soulsister Ambassador (Japánban Rise címmel jelent meg)

## További infmormációk
- Hivatalos oldal
- Lutricia McNeal az Internet Movie Database-ben (angolul)